# Affaire Jean-Paul Benjamin
Le texte peut changer fréquemment, n’est peut-être pas à jour et peut manquer de recul. 
Le titre et la description de l'acte concerné reposent sur la qualification juridique retenue lors de la rédaction de l'article et peuvent évoluer en même temps que celle-ci.
L'affaire Jean-Paul Benjamin est une affaire judiciaire française à la suite de la mort de Jean-Paul Benjamin tué par un policier, le 26 mars 2022. 

## Historique

### Biographies de la victime et du policier
Jean-Paul Benjamin, né en Guyane et âgé de 33 ans en 2022, est le père de deux enfants.  Après un passé de délinquance, il s’était « rangé », il a passé son permis poids lourd et fait une formation au Canada. Il vit dans le quartier Les Beaudottes à Sevran en Seine-Saint-Denis et dirige une société de transport de marchandises,.
Le policier Emmanuel N., âgé de 35 ans en 2022, est membre de la brigade anti-criminalité (BAC) d’Aulnay-sous-Bois en Seine-Saint-Denis. À partir de 2023, il travaille dans le département voisin de Seine-et-Marne à la sûreté départementale, un service de police judiciaire.

### Faits
Jean-Paul Benjamin est en conflit avec un intermédiaire de la multinationale Amazon pour des factures impayées. Le 26 mars 2022, il dérobe vers 12 heures, à des livreurs, un véhicule avec des colis. Le fourgon est déclaré volé, l’alerte est donnée à la police. Vers 12 h 30, il est repéré par un équipage de la BAC d’Aulnay-sous-Bois, arrêté à un feu rouge dans une avenue de la commune. Un policier, seul et sans brassard apparent, descend de la voiture banalisée et tente de procéder à un contrôle du véhicule. Le chauffeur du véhicule redémarre, le policier tire sur celui-ci. Jean-Paul Benjamin est grièvement blessé. Il meurt dans un centre hospitalier, quelques heures après son admission,. 
À la suite de sa mort, cinq nuits d’émeutes, entre jeunes et forces de l’ordre avec 42 interpellations et une quinzaine de comparutions immédiates, se déroulent dans le quartier Les Beaudottes à Sevran,.

### Instruction (2022-2024)
L'avocat Arié Alimi est le défenseur de la veuve de Jean-Paul Benjamin et de ses deux enfants. Thibault de Montbrial est l'avocat du policier.
Pendant sa garde à vue, le policier affirme avoir été « déséquilibré » lors du contrôle du fourgon et « s’être senti en état de légitime défense » et « avoir fait feu pour cette raison ». Il est mis en examen, en avril 2022, pour « violences volontaires ayant entraîné la mort sans intention de la donner » . Pendant l'enquête à partir des images de vidéosurveillance et des témoignages, il apparaît que la victime n’a pas eu de comportement dangereux pour les automobilistes et les piétons.
Lors d'un interrogatoire, en avril 2023, le policier Emmanuel N. explique que le commandant François Z. et la commissaire Pauline Lukaszewicz lui ont indiqué, avant ses premières auditions par l’Inspection générale de la police nationale (IGPN), d'indiquer qu'il s'agit d'« un tir accidentel ».

### Procès
Les juges d’instruction chargées de l'affaire Jean-Paul Benjamin excluent la légitime défense et décident, en août 2024, que le policier sera jugé pour « violences volontaires ayant entraîné la mort ». Elles considèrent : « En l’absence d’élément de danger immédiat, l’usage d’une arme en direction du conducteur n’est pas absolument nécessaire et est surtout disproportionné face au simple risque de fuite d’une personne soupçonnée du vol d’un bien » .